# Boi Garantido
O Boi Garantido, cuja razão social é Associação Folclórica Boi-Bumbá Garantido, é uma associação cultural e popular conhecida como boi folclórico, que participa do Festival Folclórico de Parintins. Se caracteriza por ter como cores principais o vermelho e o branco, sendo esta última cor representada na pelagem do touro que identifica a agremiação, este apresentando um símbolo de coração vermelho na testa, sendo este o seu maior símbolo.

## Simbologia

O Símbolo de Coração, símbolo maior do Garantido

O nome Garantido surgiu do próprio criador, Lindolfo Monteverde, que em suas toadas sempre lembrava aos torcedores do boi adversário que seu bumbá sempre saía inteiro dos confrontos de ruas que, na época, eram rotineiros. Dizia Lindolfo que, nas brigas com os rivais, a cabeça de seu boi nunca quebrava ou ficava avariada, “isso era garantido”.
Desde a sua criação, o Garantido se apresenta com um coração na testa, e suas cores, vermelho e branco, foram adotadas pelos torcedores. A cor do coração na testa do boi costumava ser preta até meados dos anos 1980, quando Dona Maria Ângela Faria, até hoje conhecida como madrinha do Garantido, deu a ideia deste ser pintado de vermelho. Ideia que foi prontamente executada pelo artista Jair Mendes.
Em sua trajetória, lhe foram atribuídos vários adjetivos carinhosos, como: "Brinquedo de São João", "Boi da Promessa", "Boi da Baixa do São José", "'Eterno Campeão", "Oitava Maravilha", "Boi do Povão", entre outros. O mais popular é "Boi do Povão", alcunha sempre citada na arena, especificamente por seus torcedores.

## Localização
O Boi Garantido está situado na antiga estrada Terra Santa, hoje Av. Lindolfo Monteverde, na tradicional Baixa do São José. Atualmente, um complexo arquitetônico da antiga Fabril Juta, localizado no km 1 da Rodovia Odovaldo Novo, adquirido pela agremiação, abriga toda a estrutura de galpões, curral, diretoria e demais coordenadorias que fazem parte da administração do Bumbá conhecido como Cidade Garantido.

## História

### Início

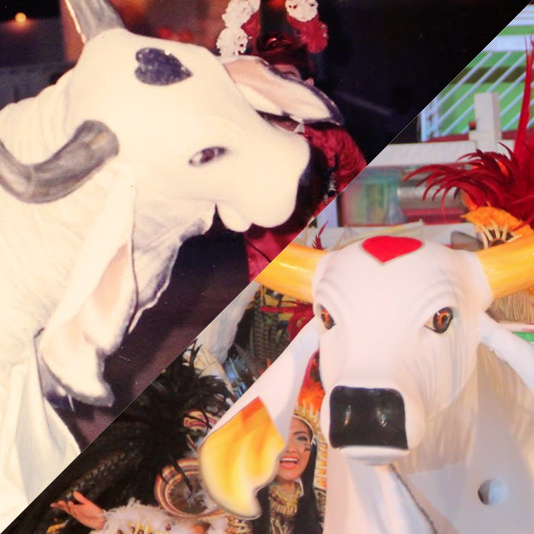
O coração do Boi Garantido, na cor preta em 1982 e na cor vermelha em 2012

Há muita controvérsia sobre a história dos Bumbás de Parintins, uma vez que os bois folclóricos do Amazonas não eram associações legalmente registradas nem possuíam farta cobertura da imprensa até a criação do Festival. Tudo o que se sabe atualmente foi levantado por pesquisadores a partir de entrevistas a membros das duas entidades, além de consultas a outros registros da tradição oral.
O fato é que a extrema rivalidade dos bois, faz com que ambas as entidades busquem se afirmar como a mais antiga, o que leva seus torcedores e integrantes a defenderem teses que sugerem datas de fundação mais remotas.
Quanto ao Boi Garantido, é consenso que seu fundador é Lindolfo Monteverde. Em Junho de 1913 Monteverde, aos 18 anos de idade, decidiu criar seu próprio boizinho feito de Curuatá, uma carapaça que envolve os frutos da palmeira de Inajá,  o chamado Boi Mirim, que até hoje é muito comum no Norte e Nordeste do Brasil. Devido a uma grave doença, fez uma promessa a São João Batista, se ficasse curado, iria realizar anualmente uma ladainha e uma festa de boi em sua homenagem. Lindolfo foi atendido em seu pedido e cumpriu sua promessa. Contam os mais antigos que a apresentação começou com a ladainha e depois houve distribuição de aluá, bolo de macaxeira, tacacá e no final, muito forró. A partir de então, todos os anos os torcedores do Garantido se reúnem na noite de 24 de Junho para rezar a ladainha e festejar São João Batista e em seguida, saem pelas ruas da cidade, dançando em frente às casas que tiverem fogueiras acesas.
Quanto à data de fundação do Boi Garantido, é reconhecida a data de 24 de Junho de 1913. Atualmente, é reconhecido, como o Boi Bumbá mais antigo de Parintins.

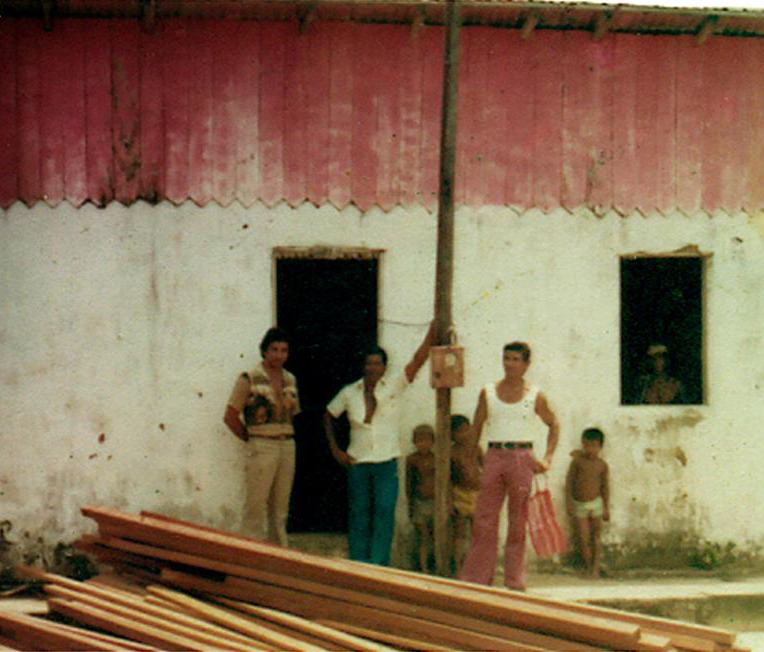
Em 1979, Zezinho Faria, João Batista Monteverde e Machado recebem as primeiras carradas de madeira da antiga madeireira Indil. A antiga casa de Lindolfo foi transformada, com autorização da família Monteverde, no Curralzinho da Baixa após a morte do fundador

A Família Faria foi a principal colaboradora do Boi Garantido em uma época que os bois ainda não recebiam apoio financeiro, seja de empresas privadas ou governos e eram rotulados como uma festa popular para pessoas de classe baixa. Com o suporte da loja Jotapê, de José Pedro Faria, seus filhos Zezinho e Paulinho Faria comandaram o Garantido por cerca de duas décadas, mais especificamente dos últimos anos de Lindolfo á frente do boi, no início da década de 1970, até a chegada de investimento externo, nos anos 1990.
Em 1982, foi o primeiro boi-bumbá de Parintins a ser transformado em associação e ter um CNPJ aberto, para que a posse do terreno onde hoje é situado o Curralzinho da Baixa pudesse ser entregue pela Jotapê ao Garantido, e não a uma pessoa física. A cerimônia de entrega da propriedade contou com a participação de autoridades locais da época, como o então prefeito Gláucio Gonçalves.
A gestão dos Faria é considerada, até hoje, a "Era de Ouro" do Garantido, sendo essa a época mais vitoriosa do Boi quando também foi conquistado o único Pentacampeonato da história do Festival Folclórico até hoje, de 1980 a 1984, e o primeiro título disputado no Bumbódromo em 1988. A matriarca da família, Dona Maria Ângela Faria, falecida em 20 de fevereiro de 2014, é conhecida como a eterna Madrinha do Boi e é homenageada todos os anos durante a festa da Alvorada com os torcedores passando em frente à sua casa.
A brincadeira foi evoluindo e, em 1965, aconteceu o primeiro Festival Folclórico de Parintins, mas não houve participação dos Bumbás. A primeira disputa veio no segundo Festival, quando o Boi Garantido enfrentou o Contrário, vencendo, sagrando-se o primeiro campeão do Festival Folclórico de Parintins.

### Década de 1980
- 1988: "Brinquedo de São João"

Em 1988, ano de inauguração do Bumbódromo, o Garantido, impulsionado pela força de sua galera e memoráveis toadas, vence o primeiro Festival realizado na atual arena. A grande inovação do ano ficou por conta da Vaqueirada que, pela primeira vez, ostentou lanças enfeitadas com fitas de metalóide, substituindo o então tradicional papel de seda. No bloco musical, o destaque ficou por conta da toada "Mãe Catirina" que, tamanho o alvoroço causado na arquibancada vermelha do Bumbódromo, fez com que os engenheiros da arena deixassem a ilha na manhã do segundo dia de Festival por medo que a mesma desabasse. Parafusos foram achados nos corredores sob a arquibancada após o festival.
- 1989: "O Eterno Campeão"

O Garantido venceu também o tira-teima no ano seguinte, em 1989, festival que marcou a despedida de Zezinho Faria do comando do boi com a célebre frase: "A partir de agora, os bois já podem caminhar com suas próprias patas", em referência à nova era que chegara ao Festival de Parintins onde ambas as agremiações seriam patrocinadas pelo Governo do Estado do Amazonas e empresas multinacionais. É o fim da Era de Ouro do Garantido durante a qual o Boi da Baixa do São José vencera oito dos últimos dez Festivais disputados. Também é o início dos anos de Zé Walmir como Presidente do Garantido.

### Década de 1990
- 1991: "Uma Origem Cabocla"

Em 1991, o apresentador Paulinho Faria convidou o compositor do Boi Contrário, Chico da Silva para fazer toadas também para o Garantido. Compôs a toada "Boi do Carmo". A toada fazia uma homenagem à Padroeira de Parintins, Nossa Senhora do Carmo. Chico da Silva como era do Boi Contrário também compôs nesse ano a toada "Missionário da Luz", em homenagem ao curandeiro Waldir Viana. Naquele ano, o Garantido abriu a noite do primeiro dia do Festival com uma apresentação modesta. Durante a apresentação do Boi Contrário, formou-se um tempo de chuva em Parintins, que transformou-se forte temporal, destruindo as alegorias do Boi Contrário, que não teve tempo de se recuperar para os dois dias seguintes. O Boi Garantido foi sagrado campeão. Em 1993, foi gravada a toada "Tic, Tic Tac", que se tornaria sucesso internacional em 1997 com o Grupo Carrapicho. A toada foi composta por Braulino Lima e fazia parte da temática do Garantido em 1993, "Rio Amazonas, Este Rio é Minha Vida". Em 1996, um produtor francês ouviu a toada na versão do Grupo Carrapicho e decidiu lançá-la na França. O sucesso foi tão grande que a toada se tornou hit do verão europeu e rapidamente conquistou o Brasil.
- 1996: "Lendas, Rituais e Sonhos"

Em 1996, o compositor Chico da Silva compôs a toada "Vermelho". Durante a gravação do CD, Chico se desentendeu com a diretoria do Garantido e decidiu retirar sua toada da lista de seleção. Porém, antes mesmo de ser executada nas rádios, a toada já era conhecida por toda a população amazonense, sucesso decorrente apenas de sua execução nos ensaios. A diretoria entrou em acordo com Chico e a toada foi gravada no CD oficial. A música estourou no restante do Brasil após ter sido gravada pela cantora baiana Márcia Freire, em 1996. De acordo com a Folha de S.Paulo, "Vermelho" foi a música mais executada nas rádios do Brasil naquele ano e a composição se tornou parte dos bens imateriais do patrimônio cultural do Estado do Amazonas. Na voz de Márcia Freire a toada amazonense extrapolou as fronteiras nacionais e virou sensação na Festa do Avante, em Portugal. Fafá de Belém também regravou a canção no álbum intitulado "Pássaro Sonhador" com grande sucesso.
- 1997: "Parintins Para o Mundo Ver"

Em 1997, o sambista Jorge Aragão, compôs para o Garantido a toada "Parintins Para o Mundo Ver" que acabou se tornando o tema do boi para aquele ano, sendo mais um grande sucesso daquele álbum que marcaria a vitória do Boi Garantido após três derrotas seguidas para o Boi Contrário. O sucesso da toada foi tão grande junto a torcida que o próprio Jorge Aragão decidiu regravá-la em 1999 e mais tarde ainda seria incluída no CD "Millennium" 2001 com as maiores composições do sambista. Jorge Aragão também compôs outras duas toadas para o Garantido, em 1998 "Garantido Sou Eu" e em 2010 "Paixão de Parintins".

### Década de 2000
Com apresentações cada vez mais modestas, o Boi Garantido entrou em uma crise financeira logo após o Festival de 2008. Credores ganhavam na justiça o direito sobre os bens da agremiação. Um sócio chegou a denunciar que o Garantido devia um total de 12 milhões de reais e que não passava de uma massa falida. O Curral da Baixa do São José, símbolo do Boi Garantido, foi leiloado duas vezes para pagamento de dívidas. A agremiação conseguiu comprá-lo de volta.
- 2009: "Emoção"

Em 2009, o Garantido vem com o tema "Emoção". Nesse ano a enchente do Rio Amazonas chegou à Cidade Garantido e atingiu o lugar onde são produzidas as Alegorias. Os artistas tiveram que retirá-las dos galpões e levá-las para a praça em frente ao Bumbódromo, em um percurso de mais de três quilômetros. Muitas foram as chacotas por parte dos torcedores do Boi Contrário. Nas rádios, nas festas e na internet, chamavam os torcedores do Garantido de alagados, afogados, atolados e etc. Para piorar mais ainda a situação, devido a má administração o Garantido deixou de receber vários recursos. Os artistas trabalhavam sem receber o seu devido salário. O Ministério Público do Trabalho embargou os trabalhos de alegoria em frente ao Bumbódromo alegando que não havia condições de salubridade para o trabalho. Muitos acreditaram que, pela primeira vez, o Garantido não entraria na arena desde o início do Festival.
Mas o Garantido entrou na arena na noite de 27 de Junho de 2009. Sem curral, sem galpão, sem crédito na praça e sem dinheiro em caixa, mas com uma galera arrasadora e um time de itens individuais impecáveis, iniciou sua apresentação sob o comando de Israel Paulain. Apesar da proibição do Ministério Público do Trabalho, o Garantido tinha continuado a confecção de alegorias e quando a obra foi finalmente lacrada, os trabalhos já estavam quase prontos. Como tudo foi feito ao ar livre, as alegorias aumentaram de tamanho causando um grande impacto na arena. O acabamento foi simples, mas bem feito. Para dar mais efeitos, o Garantido usou um guindaste que trazia itens como a coruja branca que vinha do céu no Ritual Deni. Entretanto no bloco artístico (Alegorias, Lendas, Ritual, etc.) o Garantido ainda perdeu para o Boi Contrário por uma pequena diferença. O Garantido ganhou igualmente por uma pequena diferença no bloco dos itens (Pajé, Cunhã-Poranga, Sinhazinha, etc).
Em Setembro de 2009, uma notícia pegou a nação vermelha e branca de surpresa, o cantor David Assayag anunciou que não seria mas o levantador de toadas do Garantido, assim também como a sua saída do Bumbá, alegando divergências com a diretoria. David defendeu o item no Garantido durante 15 anos, começando em 1995, era chamado pela nação vermelha de Rei David Assayag. Na sua inconfundível voz, foram gravados os maiores sucessos do Garantido. Disputou a eleição do Bumbá como vice-presidente, contudo, sua chapa não foi eleita. Assinou contrato com o Boi Contrário para defender o mesmo item.

### Década de 2010
- 2010: "Paixão"

Em 2010, com o tema "Paixão", o Garantido traz uma convidada especial, a cantora Daniela Mercury. Daniela faz uma participação na faixa de abertura do CD, na toada Paixão de Coração. Neste álbum, além do levantador de toadas, as toadas também foram gravadas na voz do apresentador Israel Paulain, do amo do boi Tony Medeiros e da cantora Márcia Siqueira. Robson Júnior, que já havia sido levantador de toadas do Boi Contrário em 2003, assume o item, mas devido a problemas de saúde, teve que deixar o posto dias antes da apresentação na arena do Bumbódromo, sendo substituído rapidamente pelo jovem cantor Sebastião Júnior. Sebastião Júnior é músico e uma grande revelação no Festival. Sebastião canta desde os 15 anos, iniciou sua carreira cantando no festival das tribos, o Festribal, da cidade de Juruti, no Pará.
Também cantou com Daniela Mercury para mais de 1 milhão de pessoas no Rio de Janeiro, no Réveillon em Copacabana.
- 2011: "Miscigenação"

No ano de 2011, o Boi Garantido adotou como tema "Miscigenação", que também dá nome à toada mais executada nesse ano. Dessa vez o Boi Garantido primou pela organização de sua apresentação na arena, sem maiores contratempos. Destacaram-se em sua apresentação a alegoria do Jaguar na primeira noite que vinha com um coração batendo no peito, a performance do Levantador de Toadas Sebastião Júnior que interpretou o boto na segunda noite dançando com uma cabocla e a coreografia da toada Matawi Kukenan executada pelas tribos de arena na segunda e terceira noites. A apuração foi bastante tensa com uma diferença mínima de um boi para outro até o final. Na primeira noite o Boi Contrário venceu com 4 décimos de diferença. Na segunda e terceira noites o Garantido venceu por 3 décimos. Mais uma vez, o chamado bloco musical decidiu o festival em favor do Garantido (Apresentador, Levantador de Toadas, Batucada, Amo do Boi, Toada, Letra e Música, Galera e Organização do Conjunto Folclórico). Foram 4 décimos obtidos com as vitórias do apresentador e toada. Nos outros dois blocos o Boi Contrário venceu por um décimo em cada um.

### Década de 2020
- 2025: "Boi do Povo, Boi do Povão"

Para a comissão de artes, a associação contratou o coreógrafo Gandhi Tabosa, o diretor e produtor musical Enéas Dias e a mestre em História e uma das lideranças do Movimento de Juventude e de Estudantes Indígenas do Amazonas, Izabel Cristine Munduruku. O tema do 58º Festival Folclórico de Parintins, foi anunciado em 11 de outubro e terá como título o famoso bordão criado por Paulinho Faria nos anos 80:  "Boi do Povo, Boi do Povão".Em 19 de fevereiro, a diretoria anunciou a despedida de Edilene Tavares e David Assayag dos cargos de Rainha do Folclore e Levantador de Toadas, respectivamente. A nova rainha do folclore se tornou Lívia Christina e para porta-estandarte Jeveny Mendonça.No dia 21 de junho, ocorreu o sorteio da ordem de apresentação dos bumbás, onde foi acordado que o Garantido faria a abertura e o encerramento do festival. Em 26 de junho, um dia antes do festival, a agremiação apresentou em coletiva de imprensa o projeto de arena e os subtemas dos três dias de apresentação, sendo estes: "Somos os Povos da Amazônia", "Terra Brasileira" e "Boi do Brasil".
No dia 5 de julho, Valentina Coimbra anunciou sua saída da agremiação para focar em sua nova profissão.

### O Resgate do Auto do Boi
Em 2015, primeiro ano de mandato de Adelson Albuquerque, o Garantido resolveu inovar pela tradição. Capitaneados por Mencius Melo, a Comissão de Artes resolve apresentar na arena a encenação do Auto do Boi após quase 40 anos. A cênica é lembrada como um momento histórico, na terceira noite do Festival.
O momento foi apresentado ao som do verso História Antiga, de Tony Medeiros:

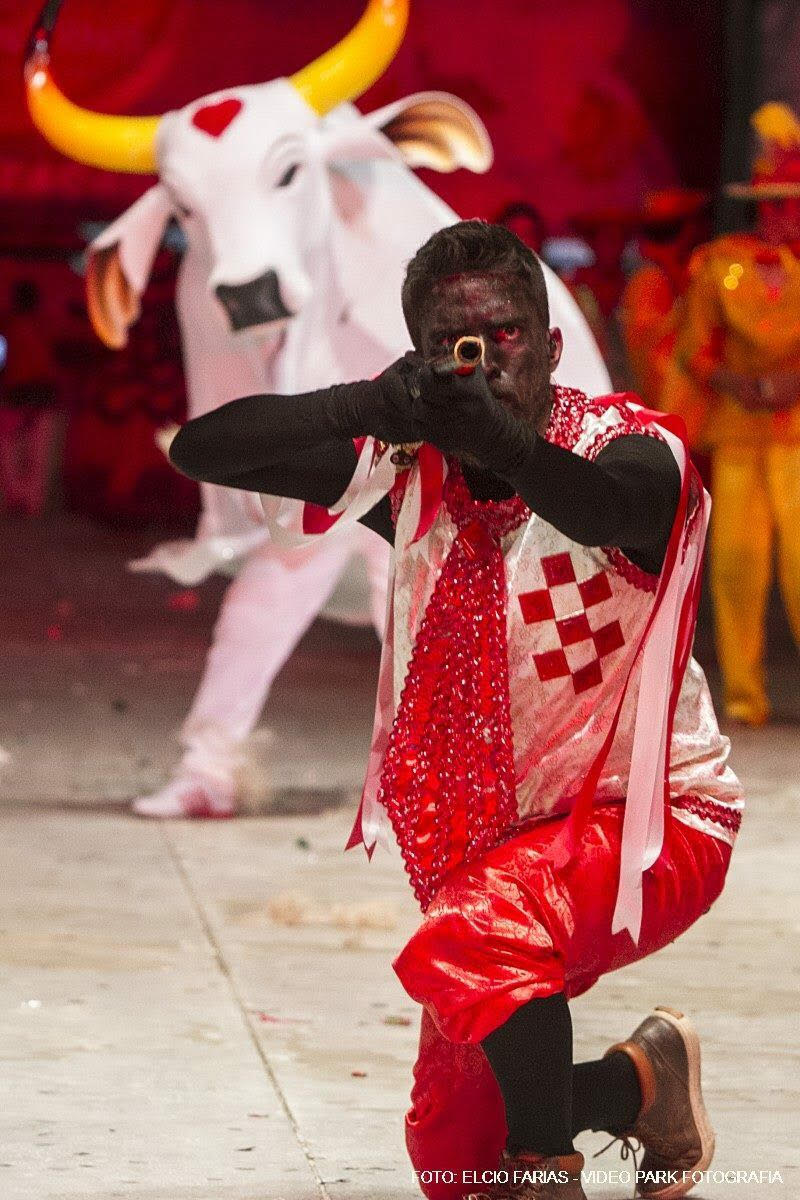
João Paulo Faria, Pai Francisco do Garantido

Preste atenção na história que agora vou recordar
É uma história antiga, do Auto do Boi Bumbá
Mãe Catirina pediu, pra Pai Francisco buscar
O Boi amado do Amo e sua língua tirar
Se não cumprisse o pedido, seu filho não nasceria
E a gravidez da amada em risco ele poria
Foi pelo filho amado que Pai Francisco matou
O Boi amado do Amo e sua língua tirou
A morte do Boi amado grande tristeza criou
E na fazenda inteira, até meu Amo chorou
Ficara tão transtornado que pro Pajé implorou
E foi com a pajelança que ele ressuscitou
A repercussão positiva deste momento foi tanta que no ano seguinte, em 2016, o Garantido apresentou a toada Auto do Boi Garantido, de Enéas Dias, Marcos Boi e João Kennedy. Nela, o mesmo momento era retratado através de um verdadeiro teatro a céu aberto encenado por Tony Medeiros (Amo do Boi), Djidja Cardoso (Sinhazinha), Sebastião Jr (Vaqueiro Fama Real) e João Paulo Faria, que assumira o posto de Pai Francisco do Garantido em 2015, dando voz e uma inédita carga dramática ao personagem, que até então era um cômico figurante na arena.
O Auto do Boi Garantido foi determinante na conquista do 31º título do Garantido, servindo como degrau para vários itens como Amo do Boi, Sinhazinha da Fazenda, Boi Bumbá Evolução e Organização do Conjunto Folclórico conquistarem suas respectivas vitórias.
A toada dos Baiás, como é chamado o trio de compositores, se imortalizou de imediato como uma das grandes obras do Boi da Baixa do São José e estabeleceu de vez a tendência teatral, lançada por Menicus Melo em 2015, de se investir na cênica cujo retorno é bem menos dispendioso que em gigantes alegorias.
Em 2018, dois anos após o lançamento de Auto do Boi Garantido, o Boi da Baixa apresenta a toada Desejo de Catirina, de Enéas Dias, Marcos Moura e João Kennedy, que conta num prólogo da toada anterior como Mãe Catirina convenceu Pai Francisco a executar o Garantido, como mostrado na obra de 2016. Catirina é interpretada por Márcia Siqueira e Pai Francisco por João Paulo Faria.

## Festas tradicionais

### Alvorada
É uma festa que acontece na madrugada do dia 1º de Maio, Dia do Trabalhador, em homenagem a São José Operário. Lindolfo Monteverde criou esta festa para marcar o início dos ensaios do Garantido. Na noite de 30 de Abril, os torcedores se reúnem no Curral  Lindolfo Monteverde, na Cidade Garantido. Na madrugada, o Boi Garantido, a Batucada e os torcedores saem em passeata, passando pela Baixa do São José e tradicionalmente pela casa de dona Maria Ângela Faria, seguindo pela avenida Amazonas, até chegar à Catedral de Nossa Senhora do Carmo. A festa vai até amanhecer, daí a origem do nome. Nos últimos anos o sucesso da Alvorada se tornou tão grande que já vêm sendo organizadas várias excursões de turistas para Parintins a fim de participarem da festa.

### Santo Antônio
É outra passeata do Boi Garantido que acontece no dia 12 de Junho, Dia dos Namorados e véspera de Santo Antônio. Repete um costume do Bumba-Meu-Boi do Maranhão de festejar Santo Antônio na véspera, começando com uma ladainha. A reza da ladainha é feita no Curral da Baixa do São José, na casa da família Monteverde. É posta uma mesa enfeitada com flores e velas com a imagem do Santo. Termina a ladainha, acontece outra passeata no mesmo estilo da Alvorada, com o Boi a Batucada e os torcedores. Nas casas que possuem fogueiras, o Garantido para e entrega uma rosa a dona da casa. De acordo com o historiador Sérgio Ivan Braga, nos dias 12 e 13 de Junho, Lindolfo arrecadava dinheiro dos simpatizantes para a festa principal, que é a Festa de São João Batista.

### São João
É a festa do cumprimento da promessa. É semelhante à festa de Santo Antônio, porém ocorre no dia 24 de Junho, o mesmo dia dedicado ao Santo pela Igreja Católica. Também ocorre a ladainha no Curral da Baixa do São José e a passeata até a Catedral, com o Boi Garantido dançando em frente às casas que possuem fogueiras. A mesa é enfeitada com quatro velas e rosas vermelhas e brancas. A imagem de São João Batista adulto é colocada no centro da mesa, com suas fitas vermelhas e verdes, e no fundo é colocado o quadro da Sagrada Família. Após a morte de Lindolfo, seu filho, João Batista Monteverde passou a ser o anfitrião da cerimônia.

### Matança do Boi
Realizada anualmente todo o dia 17 de Julho, pela família Monteverde, após o término da festa de Nossa Senhora do Carmo dia 16, a festa da morte do boi marca o fim oficial das festividades do Garantido no ano corrente. A festa se inicia com a tradicional ladainha realizada no Curral da Baixa do São José, após ela, os brincantes do Garantido saem as ruas para encenar a morte do boi, em alusão ao Auto do Boi. O Garantido tem seus chifres enfeitados com palmeiras de piririmas, é perseguido até ser capturado pelos vaqueiros, é golpeado e morto por Pai Francisco, e em meio a versos e cantorias, é ressuscitado. São cantadas toadas atuais e antigas do Garantido. Durante muitos anos, a festa da Morte do Boi atraía milhares de torcedores do Boi Garantido para Parintins, entretanto nos últimos anos, em virtude do pouco apoio dado pelas diretorias do bumbá, a festa perdeu espaço e quase foi extinta.

## Festivais
| Boi Garantido | Boi Garantido      | Boi Garantido | Boi Garantido       | Boi Garantido               |
| Ano           | Colocação          | Tema | Presidente          | Ref.                        |
| ------------- | ------------------ | --- | ------------------- | --------------------------- |
| 1986          | Campeão            | Garantido e você, uma Amizade que Ninguém Destrói                                                                                                |                     |                             |
| 1988          | Campeão            | Brinquedo de São João |                     |                             |
| 1989          | Campeão            | O Eterno Campeão |                     |                             |
| 1990          | Vice-campeão       | Garantido, Amor, Magia da Ilha |                     |                             |
| 1991          | Campeão            | Uma Origem Cabocla |                     |                             |
| 1992          | Vice-campeão       | Folguedo de São João | Fred Góes           |                             |
| 1993          | Campeão            | Rio Amazonas, Esse Rio é Minha Vida | Jair Mendes         |                             |
| 1994          | Vice-campeão       | Templo das Eternas Lendas | Aimé Faria          |                             |
| 1995          | Vice-campeão       | Uma Viagem à Amazônia | Ronildo Monteverde  |                             |
| 1996          | Vice-campeão       | Lendas, Rituais e Sonhos | Ronildo Monteverde  |                             |
| 1997          | Campeão            | Parintins para o Mundo Ver | José Walmir de Lima |                             |
| 1998          | Vice-campeão       | 500 Anos do Passado Para Construir o Futuro | José Walmir de Lima |                             |
| 1999          | Campeão            | Mito, Cultura e Arte | Raul Góes Filho     |                             |
| 2000          | Empate             | Meu Brinquedo de São João | Raul Góes Filho     |                             |
| 2001          | Campeão            | Amazônia Viva | Antônio Andrade     |                             |
| 2002          | Campeão            | O Boi da Amazônia | Antônio Andrade     |                             |
| 2003          | Vice-campeão       | Amazônia, Santuário Esmeralda | José Walmir de Lima |                             |
| 2004          | Campeão            | Amazônia, Coração Brasileiro | José Walmir de Lima |                             |
| 2005          | Campeão            | Festa da Natureza | Vicente Matos       |                             |
| 2006          | Campeão            | Terra, a Grande Maloca | Vicente Matos       |                             |
| 2007          | Vice-campeão       | Guardiões da Amazônia | Vicente Matos       |                             |
| 2008          | Vice-campeão       | O Boi da Preservação | Vicente Matos       |                             |
| 2009          | Campeão            | Emoção | Vicente Matos       |                             |
| 2010          | Vice-campeão       | Paixão | Telo Pinto          |                             |
| 2011          | Campeão            | Miscigenação | Telo Pinto          | [ 17 ]                      |
| 2012          | Vice-campeão       | Tradição (Subtemas: "Tradição em Parintins", "Tradição do Brasil", "Tradição da Amazônia")                                                       | Telo Pinto          | [ 18 ] [ 19 ] [ 20 ] [ 21 ] |
| 2013          | Campeão            | O Boi do Centenário (Subtemas: "Nascedouro e Tradição", "Resistência e Fé", "Resistência e Consagração")                                         | Telo Pinto          | [ 22 ] [ 23 ]               |
| 2014          | Campeão            | Fé (Subtemas: "Amazônia: a Fé de um Povo", "Parintins da Fé Cabocla", "Brasil de muita Fé")                                                      | Telo Pinto          | [ 24 ] [ 25 ]               |
| 2015          | Vice-campeão       | Vida (Subtemas: "Criação e Celebração da Vida", "", "Vida e Renascimento")                                                                       | Adelson Albuquerque | [ 26 ] [ 27 ]               |
| 2016          | Campeão            | Celebração (Subtemas: “Ancestralidade”, "Tradição e Fé", "Folclore Amazônico")                                                                   | Adelson Albuquerque | [ 28 ]                      |
| 2017          | Vice-campeão       | Magia e Fascínio no Coração da Amazônia (Subtemas: "Amazônia magia e fascinante", "Folclore e resistência cultural", "Amazônia, fé e esperança") | Adelson Albuquerque | [ 29 ] [ 30 ]               |
| 2018          | Vice-campeão       | Auto da Resistência Cultural (Subtemas: “Identidade e Resistência”, “Diversidade e Resistência”, "Consciência e Resistência")                    | Fábio Cardoso       | [ 31 ] [ 32 ] [ 33 ] [ 34 ] |
| 2019          | Campeão            | Nós, o Povo! (Subtemas: “O Boi das Lutas do Povo”, "Garantido, o boi da alegria do povo", “O Boi da Liberdade do Povo”)                          | Fábio Cardoso       | [ 35 ]                      |
| 2020          | não houve festival | Somos o Povo da Floresta | Antônio Andrade     | [ 36 ]                      |
| 2021          | não houve festival | Eu Amo Parintins | Antônio Andrade     | [ 37 ]                      |
| 2022          | Vice-campeão       | Amazônia do Povo Vermelho (Subtemas: "Povo Vermelho como Brasa", "Lutas, Resistência e Revolução", "Utopia Vermelha")                            | Antônio Andrade     | [ 38 ] [ 39 ]               |
| 2023          | Vice-campeão       | Garantido por toda Vida (Subtemas: "A Vida Depende da Vida", "Eu Sou Porque Nós Somos", "Amor Por toda Vida")                                    | Adson Silveira      | [ 40 ] [ 41 ]               |
| 2024          | Vice-campeão       | Segredos do Coração (Subtemas: “A Menina dos Olhos do Mundo”, “A Cidade de Lindolfo”, “O Futuro é Ancestral)                                     | Fred Góes           | [ 42 ] [ 43 ]               |
| 2025          | Campeão            | Boi do Povo, Boi do Povão (Subtemas: “Somos os Povos da Floresta", "Terra Brasileira", "Boi do Brasil")                                          | Fred Góes           | [ 44 ] [ 15 ]               |

## Títulos
| Títulos do Boi Garantido | Títulos do Boi Garantido | Títulos do Boi Garantido | Títulos do Boi Garantido |
| Títulos                  | Festivais | Ref.                     |                          |
| ------------------------ | --- | ------------------------ | ------------------------ |
| 33                       | 1966, 1967, 1968, 1970, 1971, 1973, 1975, 1978, 1980, 1981, 1982, 1983, 1984, 1986, 1988, 1989, 1991, 1993, 1997, 1999, 2000,[a] 2001, 2002, 2004, 2005, 2006, 2009, 2011, 2013, 2014, 2016, 2019, 2025 | [ 45 ]                   |                          |

Notas
- ↑[a]   Ocorreu em 2000 o primeiro e único empate entre os dois bois.

## Segmentos

### Presidentes
| Presidentes         | Mandato   | Ref.   |
| ------------------- | --------- | ------ |
| Zezinho Faria       | 1982      | [ a ]  |
| Ruy Faria           | 1982–1983 |        |
| Emanuel Faria       | 1984–     | [ 46 ] |
| Fred Góes           | 1992      |        |
| Jair Mendes         | 1993      | [ 47 ] |
| Aimé Faria          | 1994      | [ b ]  |
| Ronildo Monteverde  | 1995–1996 |        |
| José Walmir de Lima | 1997–1998 |        |
| Raul Góes Filho     | 1999–2000 |        |
| Antônio Andrade     | 2001–2002 |        |
| José Walmir de Lima | 2003–2005 |        |
| Vicente Matos       | 2005–2009 |        |
| Telo Pinto          | 2009–2014 | [ 48 ] |
| Adelson Albuquerque | 2014–2017 |        |
| Fábio Cardoso       | 2017–2020 | [ 49 ] |
| Antônio Andrade     | 2020–2023 | [ 51 ] |
| Adson Silveira      | 2023      | [ 52 ] |
| Fred Góes           | 2023-2026 | [ 53 ] |

### Apresentador

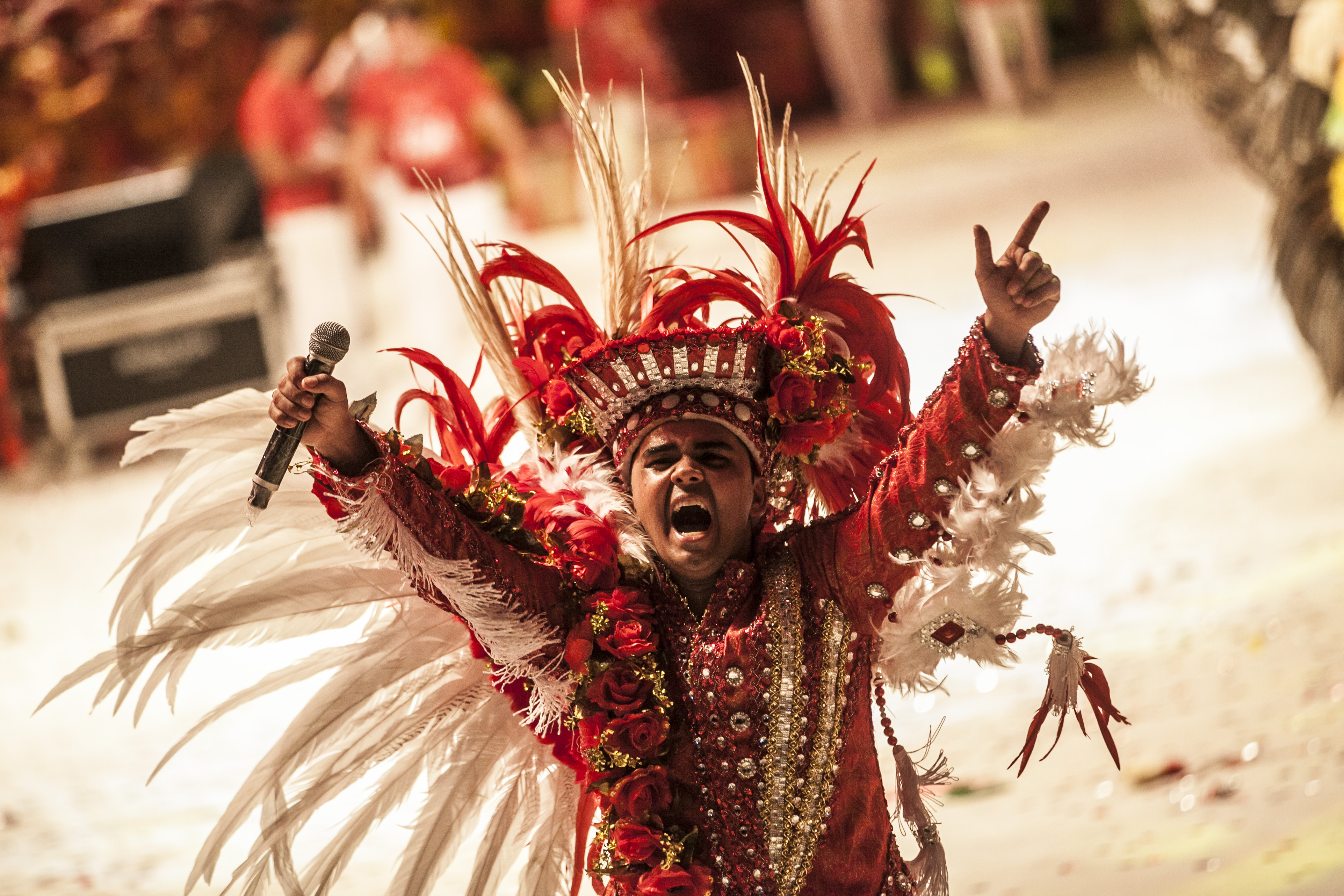
Israel Paulain é apresentador desde 2002.

| Período    | Apresentador   | Naturalidade | Ref.          |
| ---------- | -------------- | ------------ | ------------- |
| 1975–2001  | Paulinho Faria | Parintins    | [ 54 ] [ 55 ] |
| 2002–atual | Israel Paulain | Parintins    | [ 56 ]        |

### Levantador de Toadas
| Período    | Levantadores de Toadas | Naturalidade | Ref.   |
| ---------- | ---------------------- | ------------ | ------ |
| 1986–1990  | Emerson Maia           | Parintins    |        |
| 1991–1994  | Paulinho Faria         | Parintins    | [ 57 ] |
| 1995–2009  | David Assayag          | Parintins    |        |
| 2010–2024  | Sebastião Jr.          | Juruti       | [ 58 ] |
| 2020–2022  | Edilson Santana        | Santarém     | [ 59 ] |
| 2020–2022  | Márcia Siqueira        | Manaus       | [ 59 ] |
| 2020–atual | David Assayag          | Parintins    | [ 60 ] |

### Batucada
No Garantido, 'Batucada', é o nome do conjunto de ritmistas que toca durante as duas horas e meia de apresentação. Dispõe de cerca de 350 batuqueiros. O lema oficial da banda é ‘Ritmo, Cadência e Tradição’. O regente da Batucada, no Boi Garantido, é chamado de 'Peara', nome que os indígenas atribuem ao porco do mato que lidera o bando. Os Batuqueiros da Baixa também são chamados de Camisas Encarnadas.
| Período | Pearas                       | Naturalidade | Ref.   |
| ------- | ---------------------------- | ------------ | ------ |
| –atual  | Marcelo Bilela e Ivoney Sôpa | Parintins    | [ 62 ] |

### Porta-estandarte

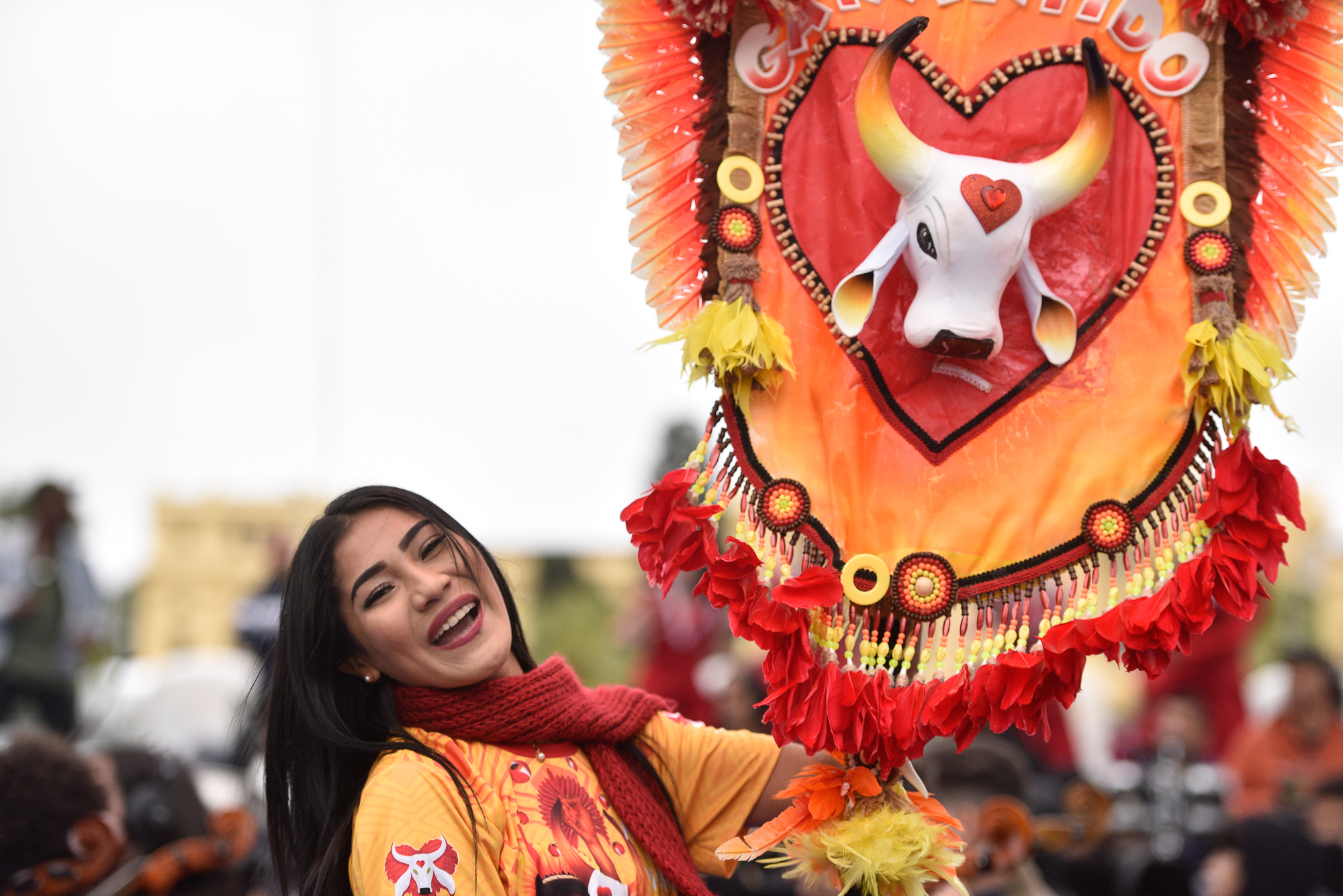
Lívia Christina foi porta-estandarte de 2023 à 2025

| Período    | Porta-estandartes | Naturalidade | Ref.          |
| ---------- | ----------------- | ------------ | ------------- |
| 1998–2000  | Diana Sanclér     | Parintins    |               |
| 2001       | Lilian Linhares   | Parintins    |               |
| 2002–2004  | Tatiane Barros    | Parintins    |               |
| 2005–2008  | Myrrana Matos     | Parintins    |               |
| 2009–2012  | Raíssa Barros     | Parintins    | [ 63 ]        |
| 2013–2014  | Verena Ferreira   | Parintins    | [ 64 ]        |
| 2015–2017  | Daniela Tapajós   | Santarém     | [ 65 ]        |
| 2017       | Nabila Barbosa    | Juruti       | [ e ]         |
| 2017–2020  | Edilene Tavares   | Parintins    | [ 67 ]        |
| 2020–2022  | Daniela Tapajós   | Santarém     | [ 68 ]        |
| 2023–2025  | Lívia Christina   | Parintins    | [ 69 ] [ 70 ] |
| 2025–atual | Jeveny Mendonça   | Maués        | [ 13 ]        |

### Amo do Boi
| Período    | Amos do Boi             | Naturalidade | Ref.   |
| ---------- | ----------------------- | ------------ | ------ |
| –1979      | Lindolfo Monteverde     | Parintins    |        |
| 1979–1995  | João Batista Monteverde | Parintins    |        |
| 1996–1997  | Tony Medeiros           | Parintins    |        |
| 1998       | Emerson Maia            | Parintins    |        |
| 1999–2001  | Tony Medeiros           | Parintins    |        |
| 2002       | Edílson Santana         | Santarém     |        |
| 2003–2018  | Tony Medeiros           | Parintins    |        |
| 2019–2020  | Gaspar Medeiros         | Parintins    | [ 71 ] |
| 2020–atual | João Paulo Faria        | Parintins    | [ 72 ] |

### Sinhazinha da Fazenda

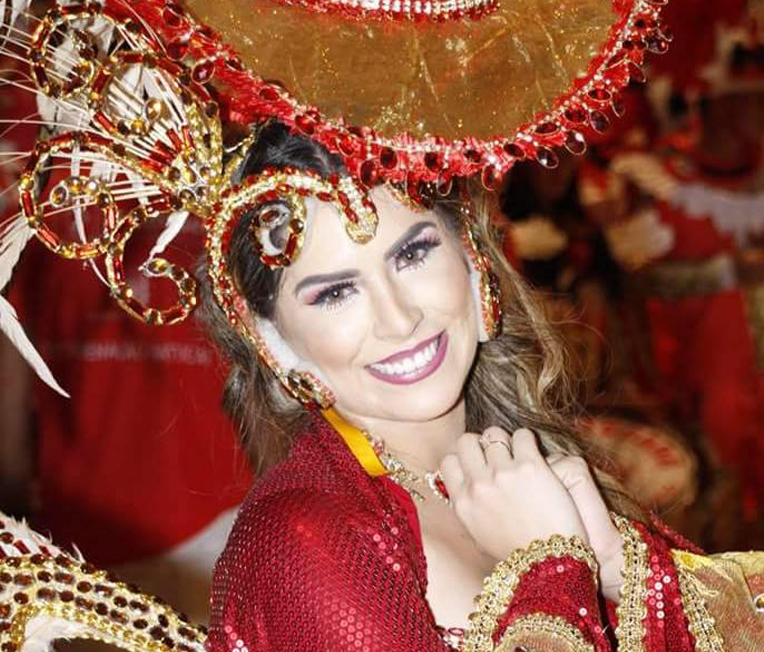
Djidja Cardoso, foi Sinhazinha da Fazenda de 10 de outubro de 2015 até 8 de dezembro de 2020.

| Período   | Sinhazinhas da Fazenda | Naturalidade | Ref.          |
| --------- | ---------------------- | ------------ | ------------- |
| 1993–1995 | Tame Novo              | Parintins    | [ f ] [ 74 ]  |
| 1996–2000 | Albia Neves            | Parintins    | [ 74 ]        |
| 2001–2007 | Vanessa Gonçalves      | Parintins    |               |
| 2008–2010 | Ana Paula Iannuzzi     | Parintins    |               |
| 2011–2015 | Ana Luiza Faria        | Parintins    | [ 75 ]        |
| 2015–2020 | Djidja Cardoso         | Parintins    | [ 76 ] [ 77 ] |
| 2020–2025 | Valentina Coimbra      | Santarém     | [ 78 ] [ 79 ] |
| ASA       |                        |              |               |

### Rainha do Folclore
| Período    | Rainhas do Folclore | Naturalidade | Ref.          |
| ---------- | ------------------- | ------------ | ------------- |
| 1994       | Valéria da Carbrás  | Parintins    | [ 80 ]        |
| 1997–2004  | Polly Anna Azevedo  | Parintins    |               |
| 2004–2014  | Patrícia de Goés    | Parintins    |               |
| 2015–2017  | Isabelle Nogueira   | Manaus       |               |
| 2018–2020  | Brenda Beltrão      | Parintins    | [ 81 ] [ 82 ] |
| 2020–2025  | Edilene Tavares     | Parintins    | [ 83 ]        |
| 2025–atual | Lívia Christina     | Parintins    | [ 13 ]        |

### Cunhã poranga

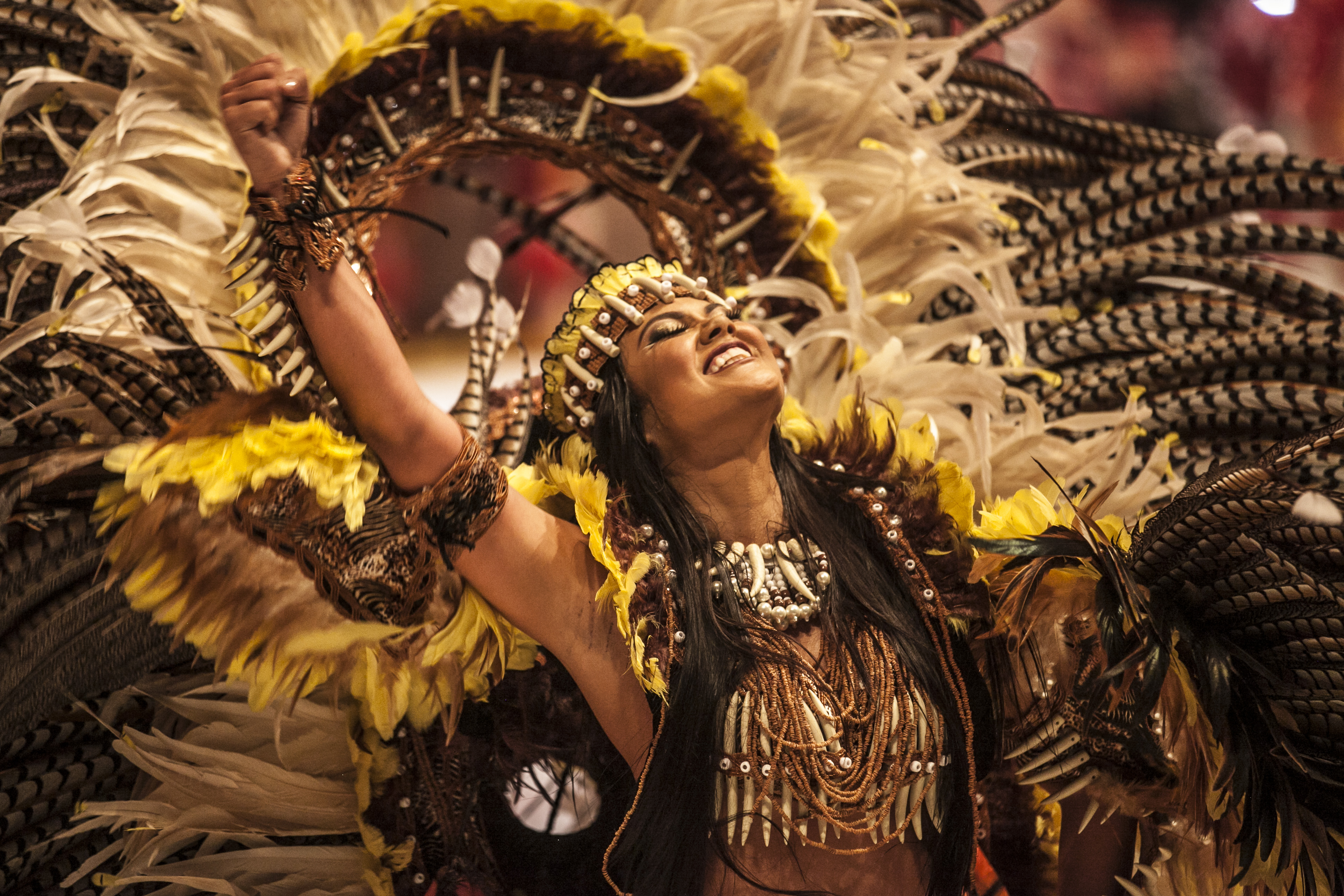
Verena Ferreira foi cunhã-poranga entre 2015-2016.

| Período    | Cunhã porangas        | Naturalidade | Ref.   |
| ---------- | --------------------- | ------------ | ------ |
| 1989       | Tammy Pereira         | Parintins    | [ 80 ] |
| 1990       | Marisol Drummond      | Parintins    | [ 80 ] |
| 1991       | Moza Santana          | Parintins    | [ 80 ] |
| 1992–1994  | Jacqueline Marques    | Parintins    | [ 84 ] |
| 1994–1997  | Valéria da Carbrás    | Parintins    | [ 80 ] |
| 1998–2001  | Alessandra Brasileiro | Parintins    | [ 85 ] |
| 2002–2004  | Lilian Linhares       | Parintins    |        |
| 2005–2014  | Tatiane Barros        | Parintins    |        |
| 2015–2016  | Verena Ferreira       | Parintins    | [ 86 ] |
| 2017       | Rayssa Bandeira       | Parintins    | [ 87 ] |
| 2018–atual | Isabelle Nogueira     | Manaus       | [ 88 ] |

### Boi Bumbá Evolução

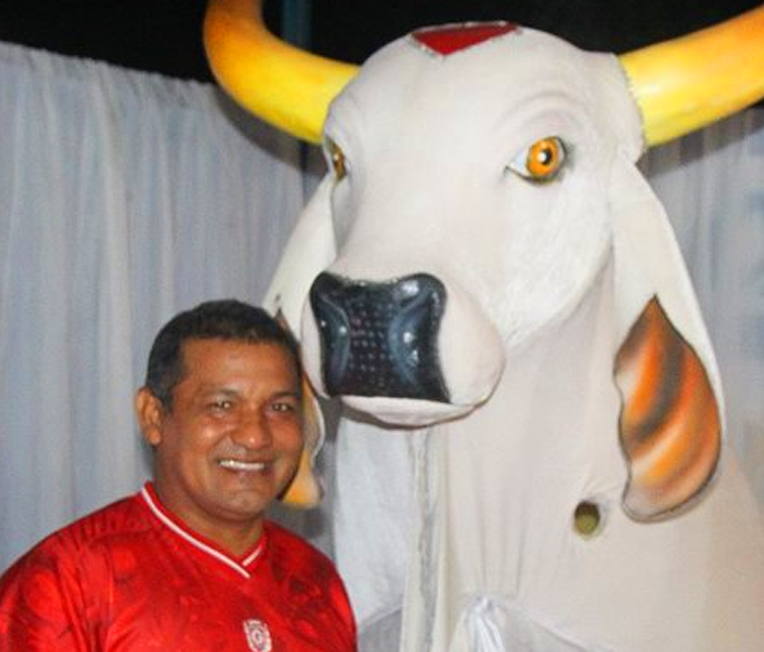
Denildo Piçanã, Tripa do Boi Garantido desde 1996

| Período    | Tripa do Boi   | Naturalidade | Ref. |
| ---------- | -------------- | ------------ | ---- |
| 1996-atual | Denildo Piçanã | Parintins    |      |

### Pajé
| Período    | Pajés            | Naturalidade | Ref.   |
| ---------- | ---------------- | ------------ | ------ |
| 1998–2019  | André Nascimento | Parintins    | [ 89 ] |
| 2019–atual | Adriano Paketá   | Parintins    |        |

### Galera
A arquibancada da galera encarnada fica na lateral esquerda do Bumbódromo. A torcida do Boi Garantido tem a alcunha de 'perreché', esse apelido foi dado pelo amo do boi contrário como forma de ofensa e segregação social. De acordo com o doutor em linguística e autor do dicionário Amazonês, Sérgio Freire, o termo 'perreché' vem da corruptela de "pé rachado", indicando a conotação negativa, associada à pobreza e simplicidade dos moradores do bairro da Baixa do São José, reduto do Garantido. Outras alcunhas como 'galera vermelha e branca', 'os camisa encarnada', 'nação vermelha' também fazem parte deste grupo. A torcida organizada responsável pela galera vermelha é o 'Comando Garantido', composto por integrantes de Parintins e Manaus.

## Prêmios e indicações
| Premiação                   | Ano  | Recipiente          | Categoria             | Resultado |
| --------------------------- | ---- | ------------------- | --------------------- | --------- |
| Prêmio da Música Brasileira | 2023 | Boi-bumbá Garantido | Melhor Grupo Regional | Venceu    |
| Prêmio da Música Brasileira | 2024 | Boi-bumbá Garantido | Melhor Grupo Regional | Indicado  |